# 철학방법
철학방법(哲學方法, 철학방법론, Philosophical method,  philosophical methodology) 철학을 어떻게하는지 방법에 관한 연구이다. 철학자들 가운데서 일반적인 견해는 철학이란 철학자들이 철학적 질문들을 진술하는 그 방법들과는 구별된다는 것이다. 철학자들이 철학적 질문들에 답변하는데는 꼭 하나의 방법만 있는 것이 아니다.

## 방법론과정
체계적인 철학은 인간의 삶과 관련된 모든 질문들과 문제들을 설명할 수 있는 이성적인 구조를 제공한다.
예를 들면 체계적인 철학자들에 포함되는 사람은 플라톤, 아리스토텔레스, 르네 데카르트, 스피노자, 그리고 헤겔이 있다. 여러 방법을 통하여 실재에 대한 궁극적인 구성요소들을 즉, 즉 형이상학을 제공하는 철학적 방법을 세울려는 시도들은 체계적인 철학으로 간주될 수 있다. 현대 철학에서는 체계적인 철학에 반동이 케에르케고르에서 시작되었고, 분석철학, 실존주의, 해석학, 그리고 해체주의를 통하여 다양한 형태로 지속되고 있다.
철학방법의 일반적인 특징들
- 방법론적 회의: 한 사람의 믿음의 진리를 의심하거나 회의를 갖는 체계적인 과정이다.
- 토론: 해결을 제공할 하나의 토론 혹은 여러 토론을 제세하는 것이다.
- 변증법: 다른 철학자들의 비판을 하도록 해결점과 토론을 제시하거나, 그들이 자신들의 토론을 판단하도록 도와주는 것이다.

### 의심과 의아함
플라톤은 철학은 의아함(감정)에서(wonder, emontion) 시작한다고 말했다.  아리스토텔레스 역시 비슷하게 주장하기를 놀라움이 첫번째로 사람들을 철학화로 인도하고 지속적으로 인도한다고 한다.  철학화란 기존에 받아들인 믿음에 대해 단순한 의심에서 시작될 수 있다.

### 질문과 문제의 명료화
대답할 질문과 해결할 문제들을 명료화하는 것이다. 명료할수록 비판할 이슈들을 정립하는데 더욱더 쉬워진다.

### 해결의 진술
철학적 문제들을 해결하기 위하여 시도내에 있는 이론을 진술하거나,  정의 혹은 분석을 제공하는 것이다.

### 해결의 정당화
토론은 진술의 모음이며, 추론에 따라서 결론이 오지만 철학이란 다른 의견이 항상 질문하고 더 좋은 대안을 위해 발전하도록 제공되어야 한다는 것이다.

### 철학적 비평
의견들의 불일치를 통하여 더 좋은 해결을 위하여 의견을 교환하는 행위 곧 변증법이 사용된다.

### 동기
철학이 무엇인지 관심과 이해를 갖는 사람은 철학을 하게 된다는 것이다. 인간의 오류와 무지를 철학이 조사한다는 것이다.

## 같이 보기
- 과학적방법
- 문답법(소크라테스방법)
- 사적 연구 방법(史的硏究方法)
- 변증법

갸